# Лютий Тарас Володимирович
Тарас Володимирович Лютий (нар. 23 листопада 1972, Ромни) — український філософ і письменник. Автор наукових праць, присвячених проблемам історії філософії, філософської антропології.

## Біографія
У 1996 р. закінчив електроакустичний факультет Київської політехніки, а згодом Національний університет «Києво-Могилянська академія» (1998 р. — бакалавр, 2000 р. — магістр філософії). З 2011 р. — доцент, а з 2016 р. — професор кафедри філософії та релігієзнавства НаУКМА. З 1998 р. працює також в Інституті філософії ім. Г. С. Сковороди НАН України (старший науковий співробітник відділу філософської антропології). Кандидат філософських наук (2001), доктор філософських наук (2009). Куратор і лектор у Культурному Проекті. Викладав у Інституті релігійних наук святого Томи Аквінського та Київській Академії Медіа Мистецтв (KAMA).

## Праці

### Монографії
- Лютий, Т. (2002). Нігілізм: анатомія Ніщо. Київ: ПАРАПАН.
- Лютий, Т. (2007). Розумність нерозумного. Київ: ПАРАПАН.
- Лютий, Т., Ярош О. (2007). Культура масова і популярна: теорії та практики. Київ: Агентство «Україна».
- Лютий, Т. (2016, 2017, 2023). Ніцше. Самоперевершення. Київ: Темпора.
- Лютий, Т., спільно з Ярош, О. (2016). Ідеологія: матриця ілюзій, дискурсів і влади. Київ: НаУКМА.
- Лютий, Т. (2019, 2021). Пригоди філософських ідей Західного світу (від давнини до сучасності). Київ: Темпора.
- Лютий, Т. (2020). Культура принад і спротиву. Київ: Темпора.
- Лютий, Т. (2021). Двійник. Про природу дублювання і множинності. Київ: Віхола[3].
- Лютий, Т. (2022). Сковорода. Самовладання. Київ: Темпора, 2022. ISBN 978-617-569-583-8

### Художні та есеїстичні твори
- Збірка малої прози «Вулики сновидінь» (2007).
- «Корабель шаленців» (Львів: Видавництво Старого Лева, 2017)[4].
- «Паладини луни» (Київ: Темпора, 2019)[5].

### Переклади
англійською
- Language as a cultural marker demands to be used
- Winning The War
- The War for Decolonization
- Scribes of Kyiv Conquer the Muscovy
- Interview: The Heart as a Characteristic of Wise Existence in Ukrainian Philosophy
- Blinders

французькою
- Transgression de l’érotisme
- Emmanuel Kant sur les mœurs des Russes
- Fragilité du Bien
- Sommes-nous obligés de glorifier Pouchkine ?
- La force de destruction russe. Origine des idées devenues meurtrières

німецькою
- Das Ende einer wunderbaren Epoche. Jedem seine Post-Wahrheit
- Interview: „Wenn wir Kultur als Überbau betrachten, wird sie sehr bald zu einer Sphäre der Unterhaltung“

Співавтор книги «Як вони провели літо», створеної командою ентузіастів в рамках проекту «Є книга за 24 години» 10-11 вересня 2011 року.

## Покликання на інтервʼю та медіа
- Еклектичні часи: метамодерна скринька Пандори [Архівовано 4 лютого 2019 у Wayback Machine.]
- Філософія — це любов до мудрості, а не торгівля думками [Архівовано 4 лютого 2019 у Wayback Machine.]
- Люди потребують комунікації і самовираження [Архівовано 4 лютого 2019 у Wayback Machine.]
- Креативність у шаленстві [Архівовано 4 лютого 2019 у Wayback Machine.]
- Кохання — це момент, коли втрачаєш себе старого і можеш здобути себе нового [Архівовано 20 липня 2018 у Wayback Machine.]
- «Ми приречені на „вічне повернення до Ніцше“» [Архівовано 4 лютого 2019 у Wayback Machine.]
- Студенти не повинні отримувати знання так, ніби купують продукти в магазині [Архівовано 4 лютого 2019 у Wayback Machine.]
- Для початку — 500 [Архівовано 4 лютого 2019 у Wayback Machine.]
- Про новелу Віктора Петрова «Самотній мандрівник простує по самотній дорозі» [Архівовано 4 лютого 2019 у Wayback Machine.]
- Хочеш бунтувати? Будь ласка — купуй і бунтуй [Архівовано 4 лютого 2019 у Wayback Machine.]
- Мислення Ніцше це діалог з Богом [Архівовано 4 лютого 2019 у Wayback Machine.]
- «Умів приворожувати людей» (про Мирослава Поповича) [Архівовано 4 лютого 2019 у Wayback Machine.]
- Культурний Проект: цикл радіолекцій — Філософія [Архівовано 4 лютого 2019 у Wayback Machine.]
- У гостях у Мирослава Лаюка [Архівовано 4 лютого 2019 у Wayback Machine.]
- Національна академія наук України [Архівовано 4 лютого 2019 у Wayback Machine.]
- Енциклопедія Сучасної України [Архівовано 4 лютого 2019 у Wayback Machine.]
- YouTube канал
- Культурний проект [Архівовано 4 лютого 2019 у Wayback Machine.]
- Громадське радіо
- Soundcloud
- Четверо з Полонезу[Архівовано 4 лютого 2019 у Wayback Machine.]* Чому нам подобаються чи не подобаються популярні медійні персонажі? [Архівовано 8 квітня 2019 у Wayback Machine.]
- Людям страшно выпадать из своего уютного мира [Архівовано 27 квітня 2019 у Wayback Machine.]